# Sinagoga di Dura Europos
La sinagoga di Dura Europos è un'antica sinagoga scoperta a Dura Europos, Siria, nel 1932. L'ultima fase della sua costruzione è datata, da un'iscrizione in aramaico, al 244, rendendola così una delle più antiche sinagoghe del mondo. Essa è unica, tra le tante sinagoghe antiche che sono state trovate nel corso di scavi archeologici, poiché la struttura si è conservata quasi intatta, portando alla luce pregevoli affreschi, motivo di una grande sorpresa per gli studiosi. Questi dipinti sono ora esposti nel Museo nazionale di Damasco.
Dura Europos era una piccola guarnigione e città commerciale sul fiume Eufrate, sulla frontiera tra l'Impero Romano d'Oriente e quello partico e poi sasanide di Persia. Passò più volte sotto il dominio di altre nazioni ma divenne romana dal 165. Prima della distruzione persiana della città, nel 256-257, parti della sinagoga, che confinava con le mura principali della città, vennero requisite e riempite di sabbia come misura difensiva. La città fu abbandonata dopo la sua caduta e mai reinsediata e le pareti inferiori delle camere rimasero sepolte e in gran parte intatte fino alla loro scoperta. Gli scavi portarono anche alla scoperta di affreschi di luoghi di culto della cristianità, alla chiesa di Dura Europos, al mitraismo e a frammenti di testi cristiani e ebraici.
Nel corso della guerra civile siriana, il sito è stato occupato dallo Stato Islamico e quanto presente sembra sia andato distrutto.

## Affreschi
In funzione dei dipinti che adornavano le pareti, la sinagoga fu, in un primo momento, scambiata per un tempio greco, anche se questo dubbio fu rapidamente risolto dal vice direttore degli scavi, Robert du Mesnil du Buisson, in Les Peintures de la sinagoga di Doura-Europos (Roma, 1939). Mesnil realizzò anche un dettagliato confronto tra i fregi della sinagoga di Dura con quelli del mitreo, del battistero cristiano e del tempio degli dei palmireni.
La sinagoga aveva un cortile e la sala delle riunioni con pareti dipinte raffiguranti persone e animali, e un santuario Torah nella parete occidentale di fronte a Gerusalemme. I dipinti coprivano le pareti della principale "sala delle assemblee", con tre livelli di immagini corredati da fregi simbolici sui dadi, che raggiungevano un'altezza di circa 7 metri. Le immagini raffigurate erano tratte dalla Bibbia ebraica e comprendevano molte scene narrative e qualche ritratto (58 scene in totale, probabilmente intorno al 60% del numero originale). Essi comprendevano il Sacrificio di Isacco e altri episodi della Genesi, Mosè che riceve le Tavole della Legge, Mosè che guida gli Ebrei fuori dall'Egitto, le visioni di Ezechiele e molti altri. Il motivo della mano di Dio era usato per rappresentare un intervento di approvazione divina in diversi dipinti. Gli studiosi non sono d'accordo sui temi di alcune scene, a causa di danni o per la mancanza di esempi comparativi.
Stilisticamente sono versioni provinciali di stile e tecnica greco-romana e sembra che diversi artisti abbiano lavorato alla loro creazione. Tecnicamente non sono affreschi (vernice fusa in gesso bagnato) ma tempera sopra intonaco. Le parti precedenti dell'edificio avevano pittura decorativa senza figure. Alcuni dei dipinti avevano figure i cui occhi erano stati graffiati, specialmente quelli in costume persiano.

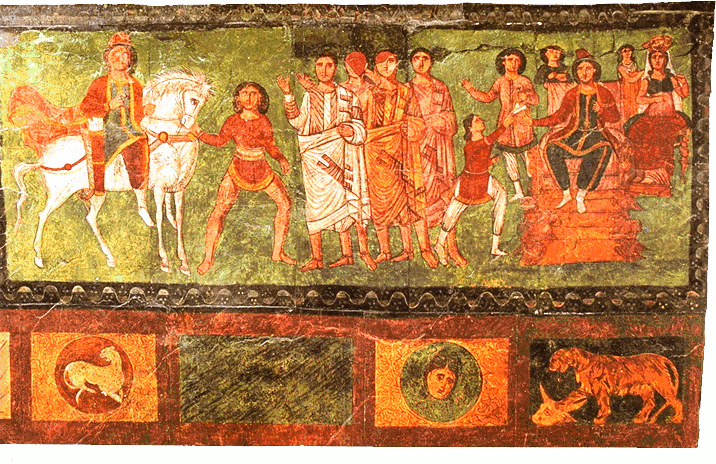
Scene dal Libro di Ester nella sinagoga di Dura Europos, anno 244.

Gli studiosi pensano che i dipinti avessero una funzione didattica per insegnare la storia e le leggi della religione. Alcuni pensano che questa sinagoga venne dipinta in modo da competere con le molte altre religioni praticate a Dura Europos; la nuova (e notevolmente più piccola)  chiesa cristiana sembra essere stata costruita poco prima che dipinti superstiti fossero iniziati nella sinagoga. L'arte pittorica su larga scala nella sinagoga fu una sorpresa per gli studiosi, anche se già sospettavano che ci fosse una tradizione di narrativa ebraica nell'arte religiosa di quel periodo, andata quasi completamente persa, lasciando tracce solo in seguito nell'arte cristiana. La scoperta della sinagoga aiutò a dissipare interpretazioni sull'assoluto divieto storico di immagini visive nell'ebraismo.